# 馬瀬狂言
馬瀬狂言（まぜきょうげん）は、伊勢市馬瀬町で演じられる狂言。無形民俗文化財指定（1963年1月11日）。

## 概要
馬瀬狂言の起源はさだかではないが、室町時代にまでさかのぼるといわれる。また、京都の狂言師 野村小三郎玉泉が一座から勘当されて鳥羽にいたのを、馬瀬に招聘して指導を受けたとも言い伝えられている。小三郎は万延元年（1860年）の生まれで、馬瀬狂言「長久楽」「豊年貢」の作曲者である。
主に農民の間に伝えられ、江戸時代中期には現在の形になったとされる。伝承された演目は120におよび、全国的にも珍しいものが含まれている。第二次世界大戦前に一時途絶えたが、戦後に馬瀬狂言保存会が設立され、1960年に復興した。馬瀬神社には狂言を奉納するための組み立て式の舞台が伝えられていたが、老朽化により、近年は使用されていない。
かつては、毎年2月20日の馬瀬神社の祭日に演じられたが、近年は9月15日頃に公民館の特設舞台で披露される。2011年には馬瀬神社が御遷宮を迎え、さらに狂言保存会が設立60周年を迎えたことを記念して、10年ぶりに境内で馬瀬狂言が奉納された。

## 特徴
馬瀬狂言は主に和泉流の流れを汲むが、他流の曲も伝承されている。
伊勢市内では、通町と一色町にも伊勢三座の系譜に連なる狂言が伝えられているが、通町と一色町の狂言は囃しを行わないのに対して、馬瀬狂言では一部に囃しの入るものがある。